# イオン岩見沢店
イオン岩見沢店（イオンいわみざわてん）は、北海道岩見沢市に所在するイオン北海道運営の総合スーパー（GMS）である。

## 概要
マイカルグループから離脱したマイカル北海道が、ポスフールとなった後唯一の新築出店となった店舗。
出店時、岩見沢市内には西友岩見沢店とダイエー岩見沢店の総合スーパー2店舗が出店していたが、中心部に立地していた西友は2009年3月に閉店。
2015年、ダイエー岩見沢店が閉店。その為岩見沢市内では唯一の総合スーパーとなった。

## 沿革
- 2004年（平成16年）11月3日：「ポスフール岩見沢店」オープン[1]。
- 2011年（平成23年）：イオンへの店舗名変更に伴い、ポスフール岩見沢店が「イオン岩見沢店」と改称[7]。

## フロアとテナント
| 階  | フロア概要                                     |
| --- | ---------------------------------------------- |
| 2階 | 衣料品・住まいと暮らし・専門店のフロア         |
| 1階 | 食料品・衣料品・住まいと暮らし・専門店のフロア |

### 主なテナント
1階
- 回転寿司とっぴ〜
- ケンタッキーフライドチキン
- ミスタードーナツ
- 六花亭
- サザエ食品
- セリア
- コムサイズム
- スタジオアリス

2階
- 玉光堂
- メガネのプリンス
- QB HOUSE

※テナント情報は2022年10月時点
出店テナント全店の一覧・詳細情報は公式サイト「ショップリスト・フロアマップ」を、営業時間は公式サイトを参照。

## アクセス
国道12号（岩見沢バイパス）沿いに立地している。
路線バス
- 北海道中央バス【12】大和線「イオン岩見沢店」バス停下車。
- 北海道中央バス【11】幌向線「大和3条8丁目」バス停下車。

シャトルバス
- 火曜、土曜、日曜に限り岩見沢市内に2コース無料で運行している[8]。

自動車
- 道央自動車道 - 岩見沢ICが最寄IC